# Handsome na Kanojo
Handsome na Kanojo (ハンサムな彼女 Hansamu na Kanojo?) es un manga creado por Wataru Yoshizumi, recopilado inicialmente en 9 volúmenes tankōbon y posteriormente en 5 bunkobon. Es una de las obras más conocidas de Yoshizumi y contó con una adaptación en formato de OVA en 1991.

## Historia
Mio Hagiwara tiene catorce años y es actriz de teleseries, a pesar de su corta edad. Trabaja con su mejor amiga Aya Sawaki, que es cantante e ídolo juvenil.
Mio conoce a Ichiya Kumagai, que es muy pesado con ella; él tiene 15 años y es director de una serie de TV. Mio se enamora de Ichiya, pero la amiga de Mio había salido con él anteriormente: así se forma el trío amoroso entre estos chicos.

## Personajes
- Mio Hagiwara: la protagonista de esta historia, tiene apenas 14 años y es actriz.
- Aya Sawaki: mejor amiga de Mio, que antes salió con Ichiya.
- Ichiya Kumagai: un chico algo molesto, pero se enamora de Mio.

- Datos: Q138510